# Fixed at Zero
Fixed at Zero es el primer y único álbum de la banda estadounidense VersaEmerge, lanzado a través del sello Fueled by Ramen el 22 de junio de 2010 en los Estados Unidos. Fue producido por Dave Basset y grabado en el estudio Cheateau Relxaeau en Malibú, California.
El disco no entró al Billboard 200, aunque alcanzó la posición tres del Heatseekers Albums en Estados Unidos. 

## Recepción
El álbum recibió críticas mayormente positivas. Drew Beringer de AbsolutePunk elogió el trabajo de la banda en el álbum, comentando que «en un momento en que una gran cantidad de artistas similares se preocupan más por el estilo más que otra cosa, [VersaEmerge] es un soplo de aire fresco.» Joseph Stiglitz de Sputnik Music le dio al álbum 3,5 estrellas, afirmando que «si no los han escuchado, ya sea porque el pop rock no es lo tuyo o te sientes obligado a odiar todo lo que produce Fueled by Ramen, considera esto un desafío. La banda es un soplo de ingenio en un muy rancio concierto del Warped Tour.» Anthony Polanco de The Sound Alarm le dio al álbum una puntuación de 8 sobre 10, diciendo que «tienen un futuro muy brillante en la industria de la música, y no podría ser más relevante que esta versión.»

## Lista de canciones
| Edición estándar |                               |                                               |          |  |
| N.º              | Título                        | Escritor(es)                                  | Duración |  |
| 1.               | «Figure It Out»               | Blake Harnage, Sierra Kusterbeck, Dave Basset | 3:30     |  |
| 2.               | «Mind Reader»                 | Harnage, Kusterbeck, Basset                   | 3:49     |  |
| 3.               | «Fixed at Zero»               | Harnage, Kusterbeck, Basset                   | 3:42     |  |
| 4.               | «You'll Never Know»           | Harnage, Kusterbeck, Basset                   | 4:09     |  |
| 5.               | «Stranger»                    | Harnage, Kusterbeck, Basset                   | 3:55     |  |
| 6.               | «Redesign Me»                 | Harnage, Kusterbeck, Basset                   | 3:56     |  |
| 7.               | «Fire (Aim Your Arrows High)» | Harnage, Kusterbeck, Basset                   | 4:43     |  |
| 8.               | «Up There»                    | Harnage, Kusterbeck, Guy Sigsworth            | 4:26     |  |
| 9.               | «Your Own LoV.E.»             | Harnage, Kusterbeck                           | 2:57     |  |
| 10.              | «Mythology»                   | Harnage, Kusterbeck                           | 4:35     |  |
| 11.              | «Lost Tree»                   | Harnage, Kusterbeck, Basset                   | 7:07     |  |
| 46:48            |                               |                                               |          |  |

| Edición de lujo |                                |                                     |          |  |
| N.º             | Título                         | Escritor(es)                        | Duración |  |
| 12.             | «Father Sky»                   | Harnage, Kusterbeck, Basset         | 3:57     |  |
| 13.             | «Let Down»                     | Harnage, Kusterbeck, Kara DioGuardi | 3:14     |  |
| 14.             | «Fixed at Zero» (Acústica)     | Harnage, Kusterbeck, Basset         | 4:04     |  |
| 15.             | «You'll Never Know» (Acústica) | Harnage, Kusterbeck, Basset         | 4:20     |  |

## Posicionamiento en listas
| Estados Unidos | Heatseekers Albums | 3 |

## Personal
| - Sierra Kusterbeck – voz - Blake Harnage – guitarra, voz secundaria, programación. - Devin Ingelido – bajo, voz secundaria. - Dorian Crozier - batería, percusión. - Eika Dopludo - Ilustraciones - Rachelle Dupéré - Director artístico | - Dave Bassett - productor, sonidista - Bret Disend - productor ejecutivo - Erik Ron - sonidista - J.R. McNeely - remezclas - Stephen Marcussen - remasterización - Michelle Piza - mánager - Guy Sigsworth - programación - Matt Feldman - Management - Mark Weiss - Management |

Fuente: Allmusic.